# Ґальонкі (Лодзинське воєводство)
Ґальонкі (пол. Galonki) — село в Польщі, у гміні Добришиці Радомщанського повіту Лодзинського воєводства.
Населення — 196 осіб (2011).
У 1975-1998 роках село належало до Пйотрковського воєводства.

## Демографія
Демографічна структура станом на 31 березня 2011 року:
|          | Загалом | Допрацездатний вік | Працездатний вік | Постпрацездатний вік |
| -------- | ------- | ------------------ | ---------------- | -------------------- |
| Чоловіки | 100     | 28                 | 65               | 7                    |
| Жінки    | 96      | 19                 | 51               | 26                   |
| Разом    | 196     | 47                 | 116              | 33                   |